# Songs I Wrote with Amy
Songs I Wrote with Amy é um extended play gravado e lançado independentemente pelo músico britânico Ed Sheeran em meados de Abril de 2010. O projecto é fruto de colaborações com a compositora Amy Wadge, com quem ele já havia trabalhando há um tempo. Após o sucesso do trabalho de estúdio de estreia de Sheeran, cinco dos seus primeiros EPs foram relançados pela distribuidora fonográfica Atlantic, inclusive Songs I Wrote with Amy a 9 de Dezembro de 2011.
Em 2015, Songs I Wrote with Amy foi relançado mais uma vez, desta vez como parte do box set 5, que contém cinco dos primeiros EPs de Sheeran.

## Alinhamento de faixas
Todas as faixas co-compostas por Ed Sheeran e Amy Wade, e produzidas e arranjadas por Jake Gosling.
1. "Fall" — 2:43
2. "Fire Alarms" — 2:24
3. "Where We Land" — 3:03
4. "Cold Coffee" — 4:14
5. "She" — 4:04

## Créditos
Os créditos seguintes foram adaptados do encarte do EP Songs I Wrote with Amy (2010):
- Gravado, misturado, masterizado e produzido nos Sticky Studios em Surrey, Sudeste da Inglaterra
- Ed Sheeran — capa, vocais principais, guitarra, guitarra eléctrica, produção adicional
- Amy Wadge — composição
- Leddra Chapman — vocais de apoio
- Jake Gosling — teclado, produção e arranjos, mistura, gravação vocal, masterização

## Desempenho nas tabelas musicais
| País — Tabela musical               | Posição de pico |
| ----------------------------------- | --------------- |
| Reino Unido — UK Albums Chart (OCC) | 199             |